# レットわ〜く!
レットわ〜く!は、2010年10月11日（日付上は同年10月12日）から2014年3月まで、関西テレビで、毎週月曜日深夜（日付上は火曜日未明）の25:58 - 27:30（JST）に放送されていたバラエティ放送枠のタイトルである。

## 概要
当枠では、自局や系列キー局であるフジテレビのバラエティ番組ではなく、FNS系列局制作のバラエティ番組を放送する枠として誕生した。
2010年4月12日より、北海道文化放送制作の『どぉーだ!Presents タカトシ牧場（以下:「タカトシ牧場」）』を第1部の時間帯で単独番組として遅れネットではあるものの放送してきた。
その後当枠開始と同日に、テレビ西日本制作の『華丸・大吉のなんしようと?（以下:「なんしようと?」）』が第3・4週以外の日曜日朝の枠から移動してきたことにより、当枠が形成された。
「レットわ〜く!」というタイトルは、一部のテレビ雑誌やインターネットでの番組表では表記されているものの、関西テレビの番組表や新聞、EPG番組表では表記されず、それぞれの番組名と放送時間が記載されている。ただ、第1部に放送される番組の前に、日本列島を背景にして「レットわ〜く!」の表示とタイトルコールがある。
2011年4月11日で『タカトシ牧場』のネットを打ち切り、同日より、東海テレビ制作の『バナナマンのブログ刑事（以下:「ブログ刑事」）』がネット開始、この日のみ、第1部に『タカトシ牧場』、第2部には『ブログ刑事』、第3部に『なんしようと?』の3部構成で放送、翌週の4月18日より『ブログ刑事』が『タカトシ牧場』に替わって第1部で放送されている。
2011年10月10日から、『なんしようと?』と『ブログ刑事』の枠を入れ替え、さらに翌週の同年10月17日より『タカトシ牧場』をリニューアルした『タカトシ牧場+』（後に『タカトシ牧場』に再変更）がネットされ、3部構成へと変更した。
2012年9月24日で、『ブログ刑事』は最終回を待たずにネットを終了。同年10月から、『なんしようと?』と『タカトシ牧場』の枠が入れ替えられた。同年10月29日より『ブログ刑事』の後番組『バナナ塾』が放送されている。
2014年4月改編で番組枠は終わり、3番組はそれぞれ『タカトシ牧場』が金曜4:30 - 4:55、『なんしようと?』が月曜4:30 - 5:25、『バナナ塾』が木曜4:30 - 4:55と早朝の時間帯に移動されている。

## 放送番組
| 放送期間                       | 第1部                          | 第2部                     | 第3部                         |
| ------------------------------ | ------------------------------ | ------------------------- | ----------------------------- |
| 2010年10月11日 - 2011年4月4日  | どぉーだ!Presents タカトシ牧場 | 華丸・大吉のなんしようと? | （放送無し）                  |
| 2011年4月18日 - 10月3日        | バナナマンのブログ刑事         | 華丸・大吉のなんしようと? | （放送無し）                  |
| 2011年10月10日                 | 華丸・大吉のなんしようと?      | バナナマンのブログ刑事    | （放送無し）                  |
| 2011年10月17日 - 2012年4月30日 | 華丸・大吉のなんしようと?      | タカトシ牧場+             | バナナマンのブログ刑事        |
| 2012年5月14日 - 9月24日        | 華丸・大吉のなんしようと?      | タカトシ牧場              | バナナマンのブログ刑事        |
| 2012年10月29日 - 番組枠終了    | タカトシ牧場                   | 華丸・大吉のなんしようと? | 芸能人更生バラエティ バナナ塾 |

## 放送時間の変遷
『タカトシ牧場』が1時間番組であったことや、その後継扱いとしてネットを開始した『ブログ刑事』が30分番組であることなどから放送開始時間、第1部・第2部の放送時間に変更が生じ、2011年10月17日からは、新たに第3部が設けられる。
| 放送期間                       | 放送時間      | 第1部         | 第2部         | 第3部         |
| ------------------------------ | ------------- | ------------- | ------------- | ------------- |
| 2010年10月11日 - 2011年4月4日  | 25:25 - 27:05 | 25:25 - 26:33 | 26:33 - 27:05 | （放送無し）  |
| 2011年4月18日 - 2011年10月3日  | 25:58 - 27:03 | 25:58 - 26:30 | 26:30 - 27:03 | （放送無し）  |
| 2011年10月17日 - 2012年9月24日 | 25:30 - 27:08 | 25:30 - 26:02 | 26:02 - 26:35 | 26:35 - 27:08 |
| 2012年10月29日 -               | 25:58 - 27:30 | 25:58 - 26:28 | 26:28 - 27:00 | 27:00 - 27:30 |